# Арабацис, Теодор
Теодор Арабацис (Theodore Arabatzis; род. 14 мая 1965, Салоники) — греческий ученый. Доктор философии, профессор истории и философии науки Афинского университета.
Членкор Международной академии истории науки (2019).
Член Европейской академии наук (2024) и Европейской академии (2025), президент Европейского общества истории науки (2020—2022). Лауреат IUHPST Essay Prize (2017, первый удостоенный).
Окончил по электротехнике Университет Аристотеля в Салониках (бакалавр, 1988), а также получил степени магистра искусств (1990) и доктора философии (1995) по истории науки Принстонского университета. В 1995-96 на службе в армии.
Соредактор журнала Metascience (2010—2014).
Специализируется на истории современных физических наук и на исторически обоснованной философии науки.
Автор Representing Electrons: A Biographical Approach to Theoretical Entities (University of Chicago Press, 2006), соредактор Kuhn’s The Structure of Scientific Revolutions Revisited (Routledge, 2012), Relocating the History of Science (Springer, 2015) {Рец. Kostas Tampakis} и Big Science in the 21st Century: Economic and Societal Impacts (IOP, 2023).